# Лыжные гонки на зимних Олимпийских играх 1968

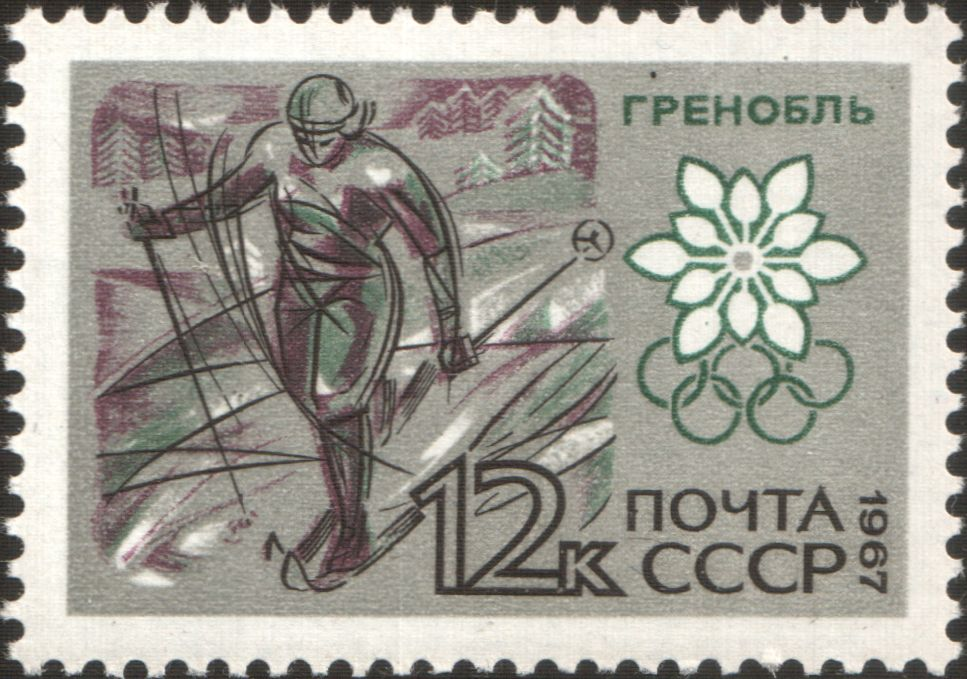
Почтовая марка СССР

Соревнования по лыжным гонкам на зимних Олимпийских играх 1968 года в Гренобле прошли с 6 по 16 февраля. Были разыграны 7 комплектов наград. Мужчины соревновались на дистанциях 15, 30 и 50 км, а также в эстафете 4×10 км, а женщины разыграли медали на дистанциях 5, 10 км и в эстафете 3×5 км. По сравнению с предыдущей Олимпиадой 1964 года в Инсбруке программа соревнований в лыжных гонках изменений не претерпела. Все гонки проводились классическим стилем.
Все соревнования прошли в Отране (фр. Autrans). В соревнованиях принимали участие 147 лыжников (110 мужчин и 37 женщин).
После провала на Олимпийских играх 1964 года, где они сумели выиграть в лыжных гонках лишь 2 серебра усилиями Харальда Грённингена, на этот раз норвежцы выступили успешнее всех. В 7 видах программы лыжных гонок они выиграли 4 золота, 2 серебра и 1 бронзу. Добавив к этим 4 золотым наградам 1 золото в биатлоне и 1 золото в конькобежном спорте, норвежцы сумели выиграть общий медальный зачёт зимней Олимпиады-1968. Лыжники Харальд Грённинген и Уле Эллефсетер стали двукратными олимпийскими чемпионами Гренобля.
У женщин настоящей героиней стала 30-летняя шведская лыжница Тойни Густафссон, выигравшая обе индивидуальные дистанции и ставшая второй в составе эстафетной сборной Швеции. Только падение советской лыжницы Галины Кулаковой на последнем километре дистанции позволило Густафссон выиграть золото на 5 км (шведка опередила Кулакову лишь на 3,2 сек). Интересно, что после Олимпиады, летом 1968 года, Тойни вышла замуж за другого участника Олимпийских игр в Гренобле, лыжника Ассара Рённлунда, выигравшего серебро в составе шведской эстафеты.
Знаменитый финский лыжник, трёхкратный олимпийский чемпион Скво-Вэлли-1960 и Инсбрука-1964 Ээро Мянтюранта выиграл в Гренобле 3 награды: серебро и 2 бронзы. Через 4 года, вскоре после Олимпийских игр 1972 года в Саппоро Мянтюранта стал первым финским спортсменом, уличённом в применении допинга, которым стал амфетамин. Сам финн отрицал применение допинга, хотя и признал позднее, что принимал гормональные препараты, которые не были запрещены во время его карьеры.
Итальянец Франко Нонес, сенсационно выигравший на дистанции 30 км, стал первым в истории лыжником не из Норвегии, Финляндии, Швеции или СССР, победившим на Олимпийских играх. Следующий раз эти страны «позволили» победить кому-либо другому лишь в 1980 году в Лейк-Плэсиде, где 2 золота выиграли восточногерманские лыжницы.
Олимпийские игры в Гренобле до 2018 года были единственными, на которых советские/российские лыжники не сумели выиграть ни одной золотой медали в лыжных гонках (учитывая те Олимпиады, в которых СССР/Россия принимали участие). На счету сборной СССР в Гренобле было 2 серебра и 2 бронзы. В мужской эстафете на самом финише финн Мянтюранта сумел опередить Вячеслава Веденина в борьбе за бронзу. Тот же Мянтюранта не позволил Владимиру Воронкову выиграть бронзу на дистанции 30 км, опередив советского лыжника на 15 секунд.

## Медали

### Медалисты

#### Мужчины

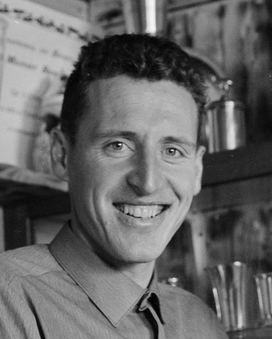
Норвежец Уле Эллефсетер выиграл два золота

| Дисциплина                     | Золото                                                                      | Серебро                                                                      | Бронза                                                                           |
| 15 км см. подробнее            | Харальд Грённинген Норвегия                                                 | Ээро Мянтюранта Финляндия                                                    | Гуннар Ларссон Швеция                                                            |
| 30 км см. подробнее            | Франко Нонес Италия                                                         | Одд Мартинсен Норвегия                                                       | Ээро Мянтюранта Финляндия                                                        |
| 50 км см. подробнее            | Уле Эллефсетер Норвегия                                                     | Вячеслав Веденин СССР                                                        | Йозеф Хаас Швейцария                                                             |
| Эстафета 4×10 км см. подробнее | Норвегия · Одд Мартинсен · Пол Тюлдум · Харальд Грённинген · Уле Эллефсетер | Швеция · Ян Хальварссон · Бьярне Андерссон · Гуннар Ларссон · Ассар Рённлунд | Финляндия · Калеви Ойкарайнен · Ханну Тайпале · Калеви Лаурила · Ээро Мянтюранта |

#### Женщины

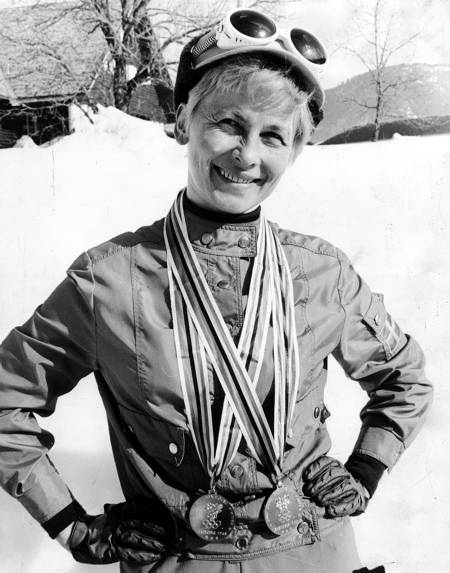
Тойни Густафссон с двумя олимпийскими медалями 1968 года

| Дисциплина                    | Золото                                                                 | Серебро                                                          | Бронза                                                  |
| 5 км см. подробнее            | Тойни Густафссон Швеция                                                | Галина Кулакова СССР                                             | Алевтина Колчина СССР                                   |
| 10 км см. подробнее           | Тойни Густафссон Швеция                                                | Берит Мёрдре-Ламмедаль Норвегия                                  | Ингер Эуфлес Норвегия                                   |
| Эстафета 3×5 км см. подробнее | Норвегия · Ингер Эуфлес · Баббен Энгер-Дэймон · Берит Мёрдре-Ламмедаль | Швеция · Бритт Страндберг · Тойни Густафссон · Барбро Мартинссон | СССР · Алевтина Колчина · Галина Кулакова · Рита Ачкина |

### Общий зачёт
(Жирным выделено самое большое количество медалей в своей категории)
| Общее количество медалей |           |        |         |        |       |
| Место                    | Страна    | Золото | Серебро | Бронза | Всего |
| 1                        | Норвегия  | 4      | 2       | 1      | 7     |
| 2                        | Швеция    | 2      | 2       | 1      | 5     |
| 3                        | Италия    | 1      | 0       | 0      | 1     |
| 4                        | СССР      | 0      | 2       | 2      | 4     |
| 5                        | Финляндия | 0      | 1       | 2      | 3     |
| 6                        | Швейцария | 0      | 0       | 1      | 1     |